# Rukatunturi
Rukatunturi (finsko Ruka) je 492 metrov visok fjel in smučišče v Kuusamu na Finskem. Poleg smučarskih spustov je na voljo več kot 500 km prog za tek na smučeh. Prav tako si lahko izposodi motorne sani in uživa v nekaterih od 600 km prog za motorne sani na tem območju (od tega je 100 km zasebnih poti organizatorjev safarija). Ruka je tudi južni konec pohodniške poti Karhunkierros. Skupno število poti na območju Ruke in Kuusama je: 160 km pohodniških poti, 605 km kolesarskih poti, 350 km klasificiranih veslaških poti (vključno z veslanjem na divjih vodah razreda 1–4) in 100 km čolnarskih poti.
Pozimi 1954 je bila odprta prva proga, ki se zdaj imenuje Eturinne (Sprednje pobočje). Trenutno število prog je 41, upravlja jih 21 vlečnic (tri hitre snemljive sedežnice z mehurčki in ena gondola). Na vseh progah je učinkovito zasneževanje s skoraj 90 snežnimi topovi in 5 gladilci.
Ruka se je spremenila v raznoliko turistično središče, katerega celoletna uporaba narašča. Pozimi so na primer tekme svetovnega pokala v nordijskem smučanju. FIS sezona v nordijski kombinaciji se začne vsako leto v Ruki (nordijska otvoritev). Vsako leto potekajo tudi državna tekmovanja v alpskem in prostem smučanju, potekala pa so tudi mednarodna tekmovanja v teh športih.
Ruka ima eno najdaljših smučarskih sezon v Evropi, ki se običajno začne oktobra in konča junija. V glavni sezoni so vlečnice odprte vsak dan od 9.30 do 19. ure. Na voljo je tudi nočna smuka ob petkih od 19. do 23. ure (običajno od decembra do sredine aprila).

## Ruka skozi letne čase
V zimskih mesecih je Ruka smučišče in center aktivnosti z 29 smučišči, 23 osvetljenimi progami za nočno smuko, več kot 500 km prog za tek na smučeh, čezmejnim parkom ter drugimi aktivnostmi, kot so vožnja z motornimi sanmi, krpljanje, vožnja s sanmi s severnimi jeleni, vožnja s haskiji, obisk Božičkovega doma, vožnje po ledu, ribolov na ledu, ledno plezanje in finska savna. Zimska sezona običajno traja od začetka decembra do maja.
Poleti se sneg stopi in Ruka postane pohodniško in gorsko kolesarsko središče z narodnim parkom Oulanka in svetovno znano 80 km dolgo pohodniško potjo Karhunkierros, ki je pred vrati. Druge dejavnosti v ponudbi so vožnja s kanujem, rafting, ribolov, opazovanje ptic, pohodništvo s haskiji, križarjenja po jezerih, opazovanje medvedov, smučanje na vodi in safariji s štirikolesniki.
Jeseni gozdovi Ruke in Kuusama spreminjajo barve, pri čemer se ne obarvajo le drevesa, ampak gozdna tla, ki so prekrita z rastlinami, postanejo rdeča, oranžna in rumena.

## Vasica za pešce Ruka
Novembra 2010 je bila pripravljena Vas za pešce Ruka. Ruka ima zdaj podzemno parkirišče za 320 vozil. Parkirišče je pozimi ogrevano. Zdaj je možno hoditi od hotelov do smučišč, ne da bi prečkali ceste.